# Wyham cum Cadeby
Pour les articles homonymes, voir Cadeby.
Wyham cum Cadeby est une paroisse civile et un village du Lincolnshire, en Angleterre.